# Aleiodes pulchripes
Aleiodes pulchripes är en stekelart som beskrevs av Wesmael 1838. Aleiodes pulchripes ingår i släktet Aleiodes och familjen bracksteklar. Arten är reproducerande i Sverige. Inga underarter finns listade i Catalogue of Life.